# Nadleśnictwo Zawadzkie

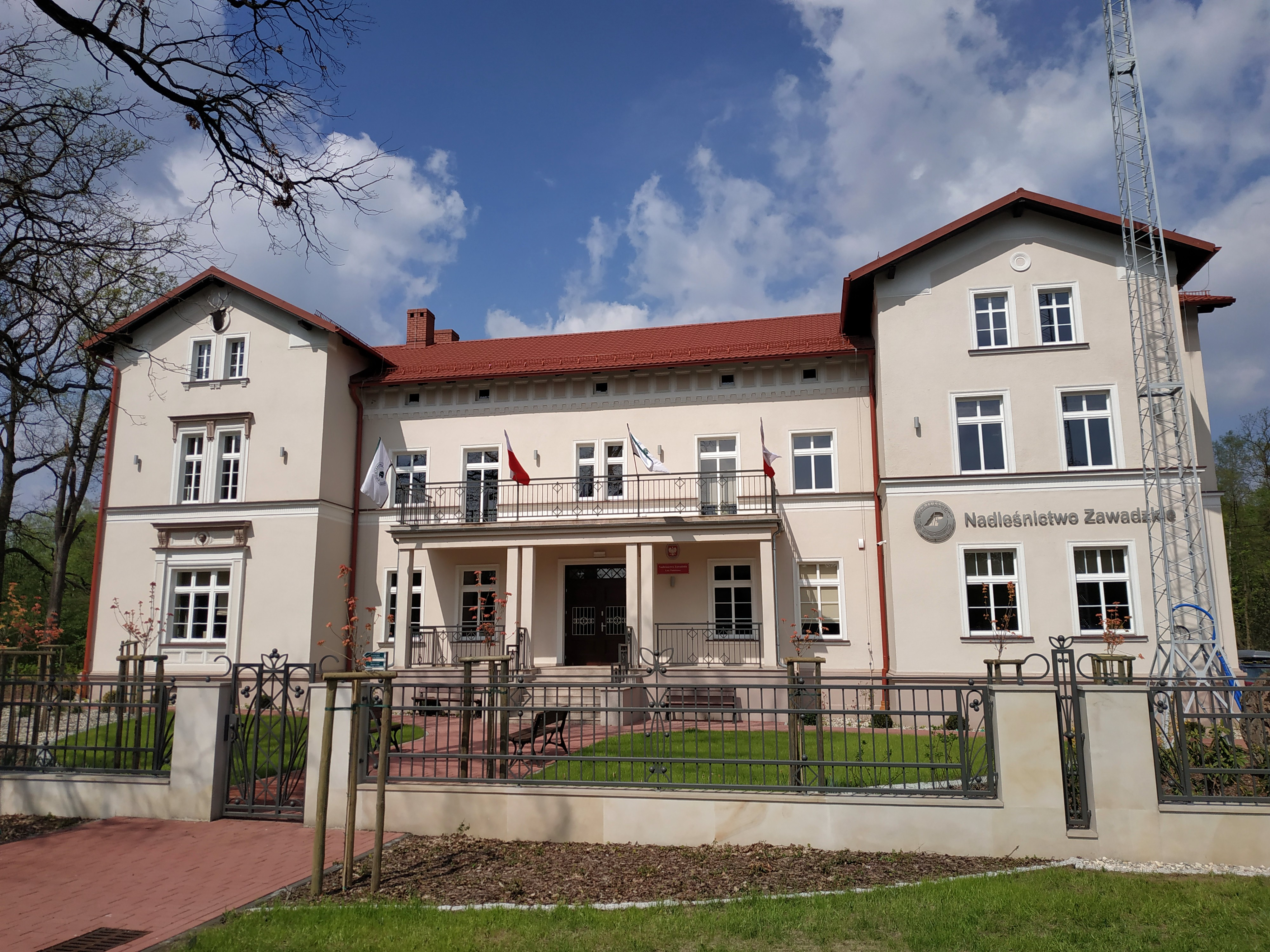
Siedziba Nadleśnictwa Zawadzkie

Nadleśnictwo Zawadzkie – jednostka organizacyjna Lasów Państwowych podległa Regionalnej Dyrekcji Lasów Państwowych w Katowicach, której siedziba znajduje się w Zawadzkiem.
Powierzchnia nadleśnictwa wynosi 19 530,56 ha, z czego lasy stanowią 18 997,60 ha.
W skład nadleśnictwa wchodzą trzy obręby - Kielcza, Kolonowskie i Zawadzkie do których należy 14 leśnictw:
- Leśnictwo Dębie
- Leśnictwo Haraszowskie
- Leśnictwo Jaźwin
- Leśnictwo Kielcza
- Leśnictwo Kolejka
- Leśnictwo Kolonowskie
- Leśnictwo Krupski Młyn
- Leśnictwo Łaziska
- Leśnictwo Mosty
- Leśnictwo Piotrowina
- Leśnictwo Rytwiny
- Leśnictwo Świerkle
- Leśnictwo Wierchlesie
- Leśnictwo Zarzecze

W leśnictwie Jaźwin znajduje się ogród botaniczny.